# Baroka Football Club
O Baroka Football Club é um clube de futebol sul-africano com sede em  Ga-Mphahlele perto de Polokwane, Limpopo. A equipe compete na Campeonato Sul-Africano de Futebol (PSL).

## História
O clube foi fundado em 2007.

## Títulos
- National First Division: 2015-2016
- Interclasses MS: 2022